# Brasilien vid världsmästerskapen i friidrott 2023
Brasilien tävlade vid världsmästerskapen i friidrott 2023 i Budapest i Ungern mellan den 19 och 27 augusti 2023.

## Medaljörer
| Medalj | Namn        | Gren                        | Datum      |
| ------ | ----------- | --------------------------- | ---------- |
| Brons  | Caio Bonfim | Herrarnas 20 kilometer gång | 19 augusti |

## Resultat
Brasiliens trupp bestod av 55 idrottare.

### Herrar
Gång- och löpgrenar
| Idrottare                                                                       | Gren                  | Försöksheat | Försöksheat | Semifinal        | Semifinal        | Final            | Final            |
| Idrottare                                                                       | Gren                  | Resultat    | Placering   | Resultat         | Placering        | Resultat         | Placering        |
| ------------------------------------------------------------------------------- | --------------------- | ----------- | ----------- | ---------------- | ---------------- | ---------------- | ---------------- |
| Felipe Bardi                                                                    | 100 meter             | 10,25       | 6           | Gick inte vidare | Gick inte vidare | Gick inte vidare | Gick inte vidare |
| Paulo André de Oliveira                                                         | 100 meter             | 10,25       | 6           | Gick inte vidare | Gick inte vidare | Gick inte vidare | Gick inte vidare |
| Erik Cardoso                                                                    | 100 meter             | 10,36       | 6           | Gick inte vidare | Gick inte vidare | Gick inte vidare | Gick inte vidare |
| Renan Correa                                                                    | 200 meter             | 20,44       | 2 Q         | 20,43            | 5                | Gick inte vidare | Gick inte vidare |
| Lucas Rodrigues da Silva                                                        | 200 meter             | 20,86       | 5           | Gick inte vidare | Gick inte vidare | Gick inte vidare | Gick inte vidare |
| Jorge Vides                                                                     | 200 meter             | 20,80       | 6           | Gick inte vidare | Gick inte vidare | Gick inte vidare | Gick inte vidare |
| Lucas Carvalho                                                                  | 400 meter             | 45,34       | 4           | Gick inte vidare | Gick inte vidare | Gick inte vidare | Gick inte vidare |
| Eduardo Ribeiro                                                                 | 800 meter             | 1.47,75     | 6           | Gick inte vidare | Gick inte vidare | Gick inte vidare | Gick inte vidare |
| Johnatas De Oliveira                                                            | Maraton               | —           | —           | —                | —                | 2:15.13          | 29               |
| Paulo Roberto Paula                                                             | Maraton               | —           | —           | —                | —                | 2:17.18          | 39               |
| Justino Pedro da Silva                                                          | Maraton               | —           | —           | —                | —                | 2:25.53          | 58               |
| Gabriel Constantino                                                             | 110 meter häck        | 13,58       | 6           | Gick inte vidare | Gick inte vidare | Gick inte vidare | Gick inte vidare |
| Rafael Pereira                                                                  | 110 meter häck        | 13,52       | 3 Q         | 13,52            | 8                | Gick inte vidare | Gick inte vidare |
| Eduardo de Deus                                                                 | 110 meter häck        | 13,37 0SB0  | 3 Q         | 13,52            | 6                | Gick inte vidare | Gick inte vidare |
| Alison dos Santos                                                               | 400 meter häck        | 48,12       | 1 Q         | 47,38 0SB0       | 2 Q              | 48,10            | 5                |
| Caio Bonfim                                                                     | 20 kilometer gång     | —           | —           | —                | —                | 1:17.47 0NR0     | 3                |
| Caio Bonfim                                                                     | 35 kilometer gång     | —           | —           | —                | —                | 2:27.45          | 10               |
| Max Batista Goncalves dos Santos                                                | 20 kilometer gång     | —           | —           | —                | —                | 1:24.10 0PB0     | 36               |
| Paulo André Camilo* Felipe Bardi Erik Cardoso Rodrigo do Nascimento Jorge Vides | 4 × 100 meter stafett | 38,19 0SB0  | 8 q         | —                | —                | 0DSQ0            | 0DSQ0            |

Teknikgrenar
| Fernando Ferreira        | Höjdhopp      | 2,25 0SB0  | 16  | Gick inte vidare | Gick inte vidare | Gick inte vidare | Gick inte vidare |
| Almir dos Santos         | Tresteg       | 16,34      | 21  | Gick inte vidare | Gick inte vidare |                  |                  |
| Welington Morais         | Kulstötning   | 20,30      | 17  | Gick inte vidare | Gick inte vidare |                  |                  |
| Darlan Romani            | Kulstötning   | 22,37 0SB0 | 1 Q | 21,41            | 8                |                  |                  |
| Luiz Mauricio da Silva   | Spjutkastning | 77,70      | 20  | Gick inte vidare | Gick inte vidare |                  |                  |
| Pedro Henrique Rodrigues | Spjutkastning | 72,34      | 34  | Gick inte vidare | Gick inte vidare |                  |                  |

Mångkamp – Tiokamp
| Idrottare                      | Gren     | 100 m | Längd | Kula  | Höjd | 400 m | 110 m häck | Diskus | Stav | Spjut | 1 500 m | Totalt | Placering |
| ------------------------------ | -------- | ----- | ----- | ----- | ---- | ----- | ---------- | ------ | ---- | ----- | ------- | ------ | --------- |
| Jose Fernando Ferreira Santana | Resultat | 10,77 | 6,92  | 12,90 | 1,93 | 49,31 | 13,94 0PB0 | 42,60  | 4,80 | 69,19 | 5.00,91 | 7 935  | 14        |
| Jose Fernando Ferreira Santana | Poäng    | 912   | 695   | 661   | 740  | 847   | 982        | 718    | 849  | 877   | 554     | 7 935  | 14        |

### Damer
Gång- och löpgrenar
| Idrottare                                                           | Gren                  | Försöksheat  | Försöksheat | Semifinal        | Semifinal        | Final            | Final            |
| Idrottare                                                           | Gren                  | Resultat     | Placering   | Resultat         | Placering        | Resultat         | Placering        |
| ------------------------------------------------------------------- | --------------------- | ------------ | ----------- | ---------------- | ---------------- | ---------------- | ---------------- |
| Vitória Cristina Rosa                                               | 100 meter             | 11,57        | 6           | Gick inte vidare | Gick inte vidare | Gick inte vidare | Gick inte vidare |
| Ana Azevedo                                                         | 200 meter             | 23,45        | 7           | Gick inte vidare | Gick inte vidare | Gick inte vidare | Gick inte vidare |
| Vitória Cristina Rosa                                               | 200 meter             | 23,86        | 8           | Gick inte vidare | Gick inte vidare | Gick inte vidare | Gick inte vidare |
| Tiffani Marinho                                                     | 400 meter             | 53,12        | 7           | Gick inte vidare | Gick inte vidare | Gick inte vidare | Gick inte vidare |
| Tábata de Carvalho                                                  | 400 meter             | 54,15        | 8           | Gick inte vidare | Gick inte vidare | Gick inte vidare | Gick inte vidare |
| Flávia de Lima                                                      | 800 meter             | 2.00,92 0SB0 | 3 Q         | 2.00,77 0SB0     | 8                | Gick inte vidare | Gick inte vidare |
| Jaqueline Beatriz Weber                                             | 1 500 meter           | 4.14,46 0PB0 | 13          | Gick inte vidare | Gick inte vidare | Gick inte vidare | Gick inte vidare |
| Maria Lucineida da Silva                                            | 10 000 meter          | —            | —           | —                | —                | 35.54,18         | 21               |
| Valdilene dos Santos Silva                                          | Maraton               | —            | —           | —                | —                | 2:39.58          | 47               |
| Andreia Hessel                                                      | Maraton               | —            | —           | —                | —                | 2:42.23 0SB0     | 52               |
| Mirela Saturnino de Andrade                                         | Maraton               | —            | —           | —                | —                | 2:47.29          | 64               |
| Caroline de Melo Tomaz                                              | 100 meter häck        | 13,59        | 9           | Gick inte vidare | Gick inte vidare | Gick inte vidare | Gick inte vidare |
| Chayenne da Silva                                                   | 400 meter häck        | 56,25        | 5           | Gick inte vidare | Gick inte vidare | Gick inte vidare | Gick inte vidare |
| Tatiane Raquel da Silva                                             | 3 000 meter hinder    | 10.19,80     | 11          | —                | —                | Gick inte vidare | Gick inte vidare |
| Gabriela de Sousa                                                   | 20 kilometer gång     | —            | —           | —                | —                | 1:33.59          | 26               |
| Viviane Lyra                                                        | 20 kilometer gång     | —            | —           | —                | —                | 1:28.36 0PB0     | 8                |
| Érica de Sena                                                       | 20 kilometer gång     | —            | —           | —                | —                | 1:29.53          | 13               |
| Viviane Lyra                                                        | 35 kilometer gång     | —            | —           | —                | —                | 2:44.40 0NR0     | 4                |
| Elianay Pereira                                                     | 35 kilometer gång     | —            | —           | —                | —                | 3:16.11          | 36               |
| Garbriela Mourão Vitória Cristina Rosa Ana Azevedo Rosângela Santos | 4 × 100 meter stafett | 43,46 0SB0   | 15          | —                | —                | Gick inte vidare | Gick inte vidare |

Teknikgrenar
| Idrottare              | Gren          | Kval      | Kval      | Final            | Final            |
| Idrottare              | Gren          | Distans   | Placering | Distans          | Placering        |
| ---------------------- | ------------- | --------- | --------- | ---------------- | ---------------- |
| Valdileia Martins      | Höjdhopp      | 1,85      | 27        | Gick inte vidare | Gick inte vidare |
| Juliana Campos         | Stavhopp      | 4,50      | 22        | Gick inte vidare | Gick inte vidare |
| Lissandra Maysa Campos | Längdhopp     | 6,01      | 33        | Gick inte vidare | Gick inte vidare |
| Eliane Martins         | Längdhopp     | 6,38      | 26        | Gick inte vidare | Gick inte vidare |
| Leticia Oro Melo       | Längdhopp     | 6,73 0SB0 | 7 q       | 6,12             | 12               |
| Gabriele Santos        | Tresteg       | 13,66     | 23        | Gick inte vidare | Gick inte vidare |
| Lívia Avancini         | Kulstötning   | 16,62     | 28        | Gick inte vidare | Gick inte vidare |
| Ana Caroline Silva     | Kulstötning   | 17,18     | 25        | Gick inte vidare | Gick inte vidare |
| Izabela da Silva       | Diskus        | 58,45     | 22        | Gick inte vidare | Gick inte vidare |
| Andressa de Morais     | Diskus        | 59,15     | 17        | Gick inte vidare | Gick inte vidare |
| Jucilene de Lima       | Spjutkastning | 59,76     | 11 q      | 60,34            | 8                |